# Держко, Степан
Степан Держко (в подполье под фамилией Кащенко; 1912, Сокаль, Польша, ныне Львовская область — 1943, Юзовка) — деятель Организации украинских националистов.
Ещё гимназистом начал участвовать в украинском национальном движении в Польше. Учился в Львовской политехнике, в 1933—1934 гг. входил в руководство Стрыйского студенческого землячества. Осенью 1939 года в связи с установлением советской власти на Западной Украине выехал в Краков.
В июне 1941 года в составе южной походной группы ОУН (б) направился на восток Украины. Некоторое время был заместителем руководителя Запорожского провода ОУН, вёл подпольную работу в Днепропетровске, Новомосковске, Каменском. В Каменском создал сеть подпольных кружков в школах, на заводах, а также в городском театре и в городской администрации, но в июне 1942 года гестапо напало на его след, и ему пришлось бежать. Перебравшись в Мариуполь, стал руководителем Мариупольского провода ОУН. Сформировал подпольную организацию, которая вела агитацию против гитлеровского и сталинского режимов, в том числе на крупнейших предприятиях города — бывших советских заводах «Азовсталь» и имени Ильича. В июле 1942 года принял участие в организации городского отделения легально действовавшего при немецкой оккупации общества «Просвита».
В августе 1942 года арестован гестапо и вывезен в Юзовку (ныне Донецк), умер от побоев в тюремной больнице, никого не выдав и продемонстрировав героическое поведение; «твёрдым, как гранит» назвал Степана Держко другой украинский подпольщик Евгений Стахив.